# Cryptoblepharus renschi
Espèce
Synonymes
- Cryptoblepharus boutonii renschi Mertens, 1928

Statut de conservation UICN

 LC  : Préoccupation mineure
Cryptoblepharus renschi est une espèce de sauriens de la famille des Scincidae.

## Répartition
Cette espèce est endémique d'Indonésie. Elle se rencontre :
- dans les petites îles de la Sonde dans les îles de Padar, de Sumba, de Bali, de Pulau Longo et de Komodo ;
- dans les îles Kangean, où elle a été introduite[1].

Sa présence est incertaine sur l'île de Flores.

## Étymologie
Cette espèce est nommée en l'honneur de Bernhard Rensch.

## Publication originale
- Mertens, 1928 : Neue Inselrassen von Cryptoblepharus boutonii (Desjardin). Zoologischer Anzeiger, vol. 78, p. 82-89.